# كارلوس اوليفا
كارلوس اوليفا (بالإسبانية: Carlos Oliva)‏ (28 يوليو 1979 بسان بيدرو سولا في هندوراس - ) هو مدرب كرة قدم ولاعب كرة قدم هندوراسي في مركز الوسط. شارك مع منتخب هندوراس لكرة القدم. أما مع النوادي، فقد لعب مع ريال إسبانيا ونادي ماراثون ونادي موتاجوا ‏ ونادي بلاتنسي ونادي بيدا ونادي فيكتوريا.

## وصلات خارجية
- كارلوس اوليفا على موقع الاتحاد الدولي (مؤرشف)  (الإنجليزية)
- كارلوس اوليفا على موقع قاعدة بيانات كرة القدم.إي يو (الإنجليزية)
- كارلوس اوليفا على موقع ناشيونال فوتبول تيمز (الإنجليزية)
- كارلوس اوليفا على موقع Soccerway.com (الإنجليزية)